# Syntormon pumilus
Syntormon pumilus är en tvåvingeart som först beskrevs av Johann Wilhelm Meigen 1824.  Syntormon pumilus ingår i släktet Syntormon och familjen styltflugor. Arten är reproducerande i Sverige. Inga underarter finns listade i Catalogue of Life.